# 김희원 (배우)
김희원(金熙元, 1971년 1월 10일 ~ )은 대한민국의 배우다.

## 생애
17년 동안 극단 생활을 했으나 연기에 대한 회의가 들었고, 10년 넘게 수입이 거의 없을 정도로 극심한 생활고에 시달렸다. 이로 인해 오스트레일리아(호주)로 이민을 가게 된다. 오스트레일리아에서 약 2년 반 동안 이것저것 닥치는 대로 하다가 페인트칠로 정착했다. 2000년 시드니 하계 올림픽 때 한국에서 같이 극단 생활했던 동료들이 오스트레일리아를 공연차 방문했는데, 공연 무대인 올림픽 주경기장에서 페인트칠 작업을 하고 있었던 그는, ‘내가 무슨 부귀영화 누리려고 이러고 있지?’라는 생각과 함께 다시 연기해야겠다는 마음을 확인하고 한국으로 돌아온다. 이후 후배 배우 배성우의 권유로 연기를 포기하지 않았으며, 임창정의 도움으로 《1번가의 기적》의 건달 김 부장 역할로 영화 배우로 데뷔하였다.

## 학력
- 서울예술대학 연극과 (졸업)

## 연기 활동

### 영화
- 2007년 영화 《1번가의 기적》 ... 김 부장 역
- 2007년 영화 《만남의 광장》 ... 김 하사 역
- 2007년 영화 《스카우트》 ... 정병환 역
- 2009년 영화 《거북이 달린다》 ... 특공 무술 관장 역
- 2009년 영화 《청담보살》 ... 병수 역
- 2010년 영화 《아빠가 여자를 좋아해》 ... 김 형사 역
- 2010년 영화 《아저씨》 ... 만석 역
- 2010년 영화 《육혈포 강도단》 ... 김성식 형사 역
- 2011년 영화 《마이웨이》 ... 춘복 역
- 2013년 영화 《미스터고》 ... 림 샤오강 역
- 2013년 영화 《캐치미》 ... 경매장 사회자 역 (우정출연)
- 2013년 영화 《더 엑스》 ... 보스 역
- 2014년 영화 《피끓는 청춘》 ... 종팔 역
- 2014년 영화 《우는 남자》 ... 변 실장 역
- 2014년 영화 《마담 뺑덕》 ... 도박장 최씨 역
- 2014년 영화 《카트》 ... 편의점 사장 역 (특별출연)
- 2014년 영화 《뷰티 인사이드》 ... 우진 역
- 2015년 영화 《돌연변이》 ... 김 변호사 역
- 2016년 영화 《계춘할망》 ... 석호 역
- 2016년 영화 《가려진 시간》 ... 도균 역
- 2016년 영화 《미씽: 사라진 여자》 ... 박 형사 역
- 2016년 영화 《치명도수：RESET》 ... 상동 역 (특별출연)
- 2017년 영화 《임금님의 사건수첩》 ... 남건희 역
- 2017년 영화 《불한당: 나쁜 놈들의 세상》 ... 고병갑 역
- 2018년 영화 《소공녀》 ... 정미 남편 역 (특별출연)
- 2018년 영화 《나를 기억해》 ... 오국철 역
- 2018년 영화 《여름방학》 ... 봉수 역
- 2018년 영화 《자전차왕 엄복동》 ... 사카모토 역
- 2019년 영화 《타짜: 원 아이드 잭》 ... 사랑꾼 역
- 2019년 영화 《판소리 복서》 ... 박 관장 역
- 2019년 영화 《신의 한 수: 귀수편》 ... 똥 선생 역
- 2020년 영화 《국제수사》 ... 패트릭 역 (본작의 메인 빌런이자 진 최종 보스)
- 2020년 영화 《담보》 ... 종배 역
- 2020년 영화 《이웃사촌》 ... 김 실장 역
- 2021년 영화 《보이스》 ... 이규호 역 (본작의 서브 주인공)
- 2021년 영화 《장르만 로맨스》 ... 순모 역
- 2023년 영화 《스마트폰을 떨어뜨렸을 뿐인데》 ... 우지만 역
- 2024년 영화 《막걸리가 알려줄거야》 ... 영진 역
- 2024년 영화 《탈출: 프로젝트 사일런스》 ... 양 박사 역
- 2025년 영화 《바이러스》 … 연구소장 역
- 2025년 영화 《하이파이브》 … 약선 역

### 드라마
- 2008년 SBS 월화드라마 《타짜》 ... 불곰 부하 역
- 2010년 SBS 월화드라마 《오! 마이 레이디》 ... 정윤석 역
- 2010년 KBS 단막극 《KBS 드라마 스페셜 - 나는 나비》 ... 강무성 역
- 2011년 MBC 토요드라마 《심야병원》 ... 최광국 역
- 2011년 MBC 월화 창사특별기획 《빛과 그림자》 ... 양태성 역
- 2012년 KBS 단막극 《KBS 드라마 스페셜 - 태권, 도를 아십니까》 ... 광현 역
- 2012년 TV조선 토일드라마 《지운수대통》 ... 운수의 카센타 친구 역 (카메오출연)
- 2013년 MBC 월화 특별기획 드라마 《구가의 서》 ... 소정법사 역
- 2013년 tvN 12부작 뮤직드라마 《몬스타》 ... 고명석 대표 역
- 2013년 SBS 드라마 스페셜 《별에서 온 그대》 ... 박병희 역
- 2014년 tvN 금토드라마 《미생》 ... 박종식 역
- 2015년 MBC 수목드라마 《앵그리맘》 ... 안동칠 역
- 2015년 tvN 월화드라마 《식샤를 합시다 2》 ... 임택수 역
- 2015년 JTBC 주말 특별기획 《송곳》 ... 정민철 역
- 2016년 tvN 월화드라마 《싸우자 귀신아》 ... 형사 역 (카메오출연)
- 2016년 tvN 월화드라마 《혼술남녀》 ... 진정석의 전 학원 원장 역 (우정출연)
- 2016년 KBS 단막극 《KBS 드라마 스페셜 - 한 여름의 꿈》 ... 황만식 역
- 2016년 JTBC 금토드라마 《이번 주 아내가 바람을 핍니다》 ... 최윤기 역
- 2017년 SBS 월화드라마 《의문의 일승》 ... 박수칠 역
- 2019년 JTBC 월화드라마 《눈이 부시게》 ... 김희원 역
- 2019년 SBS 드라마 스페셜 《빅이슈》 ... 조형준 역
- 2020년 tvN 토일드라마 《사이코지만 괜찮아》 ... 문이진 역
- 2023년 Disney+ 오리지널 드라마 《무빙》 ... 최일환 역
- 2023년 JTBC 토일드라마 《힙하게》 ... 원종묵 역
- 2023년 Disney+ 오리지널 드라마 《한강》 ... 이춘석 역

### 연출
- 2024년 Disney+ 오리지널 드라마 《조명가게》 ... 연출

### 연극
- 《피터펜》 ... 나나 역

### 뮤지컬
- 《빨래》 ... 예술감독 역임 중

## 연기 외 활동

### 드라마 연출
- 2024년 Disney+ 오리지널 드라마 《조명가게》 … 연출

### 방송
- 2012년 MBC 《황금어장 라디오스타》 278회, 279회, 286회, 287회
- 2012년 XTM 《탑기어 코리아 시즌 3》 3회ㅅ
- 2013년 SBS 《일요일이 좋다 - 런닝맨》 157회
- 2015년 JTBC 《학교 다녀오겠습니다》
- 2015년 tvN 《SNL 코리아 시즌 6》 9회
- 2015년 SBS 《일요일이 좋다 - 런닝맨》 269회
- 2016년 MBC 《무한도전》 467회, 468회
- 2016년 JTBC 《김제동의 톡투유 - 걱정 말아요! 그대》 51회
- 2016년 KBS2 《해피투게더 3》 449회
- 2016년 MBC 《무한도전》 495회, 496회, 497회
- 2017년 JTBC 《한끼줍쇼》 28회
- 2018년 채널A 《천만홀릭, 커밍쑨》6회 3월 30일
- 2018년 tvN 《인생술집》 67화 4월 19일
- 2019년 tvN 《아는형님》
- 2020년 ~ 2022년 tvN 《바퀴 달린 집》

### 광고
- 2014년 파고다교육그룹 파고다어학원 (with 조동혁, 김응수)
- 2015년 유진그룹 유진투자증권
- 2015년 LG유플러스 U+ IoT
- 2016년 LG전자 LG G5 (with 고창석, 예지원, 김상호, 조재윤, 문정희)
- 2017년 SK루브리컨츠 - 지크 X8 SHIELD (with 손현주, 신하균, 이성민)
- 2017년 영화진흥위원회 무비히어로
- 2017년 이펀컴퍼니리미티드 권력 (with 김정태, 김성오, 김병옥)
- 2019년 9SPLAY 엘 리마스터

## 수상 및 후보
| 연도 | 시상식                     | 부문                         | 작품                     | 결과 |
| ---- | -------------------------- | ---------------------------- | ------------------------ | ---- |
| 2015 | MBC 연기대상               | 미니시리즈부문 베스트 조연상 | 앵그리맘                 | 수상 |
| 2016 | 제2회 씬스틸러 페스티벌    | 씬스틸러상                   | 빈칸                     | 수상 |
| 2017 | 제26회 부일영화상          | 남우조연상                   | 불한당: 나쁜 놈들의 세상 | 수상 |
| 2017 | 제54회 대종상              | 남우조연상                   | 불한당: 나쁜 놈들의 세상 | 후보 |
| 2017 | 제38회 청룡영화상          | 남우조연상                   | 불한당: 나쁜 놈들의 세상 | 후보 |
| 2017 | 제4회 한국영화제작가협회상 | 남우조연상                   | 불한당: 나쁜 놈들의 세상 | 수상 |
| 2018 | 제54회 백상예술대상        | 영화부문 남자 조연상         | 불한당: 나쁜 놈들의 세상 | 후보 |
| 2018 | 제23회 춘사영화상          | 남우조연상                   | 불한당: 나쁜 놈들의 세상 | 후보 |
| 2021 | 제41회 황금촬영상          | 최우수 남우조연상            | 담보                     | 수상 |
| 2022 | 제58회 대종상              | 남우조연상                   | 장르만 로맨스            | 후보 |
| 2025 | 제61회 백상예술대상        | 방송부문 연출상              | 조명가게                 | 후보 |